# Бомпьетро
Бомпьетро (итал. Bompietro) — коммуна в Италии, располагается в регионе Сицилия, подчиняется административному центру Палермо.
Население составляет 1750 человек, плотность населения составляет 41,3 чел./км². Занимает площадь 42,4 км². Почтовый индекс — 90020. Телефонный код — 0921.
Покровительницей коммуны почитается Пресвятая Богородица (Madonna delle Grazie), празднование в последнее воскресение августа.